# アンドラのスポーツ
アンドラのスポーツでは、アンドラ公国におけるスポーツ競技について記述する。

## 特徴
アンドラはピレネー山脈に位置することから、その気候と地形を生かし、スキーやトレッキング、自転車競技などが盛んである。他方で、国土面積が狭いミニ国家であり、競技やトレーニングのための施設が十分でないという問題も抱えている。アンドラ政府においてはスポーツ・ボランティア省がスポーツ関連の行政を管轄、特に青少年を対象としたスポーツ振興に力を注いでいる。

## オリンピック
オリンピックに関しては、アンドラの国内オリンピック委員会（NOC）の設立が1971年で、正式に加盟が認められたのは1975年である。初参加は1976年のインスブルック大会である。パラリンピックについては1991年に加盟が認められ、2002年のソルトレークシティ大会以降、冬季オリンピックのアルペンスキー種目に代表を送っている。2010年冬季オリンピックの開催地として立候補を行なったが、ボブスレーおよびリュージュといった一部競技の会場を国内に確保できなかったことや、空港がなく交通アクセスが悪いことなどもあって誘致には失敗している。

## スポーツ一覧

### サッカー
アンドラでも他のヨーロッパ諸国同様にサッカーが最も人気のスポーツとなっており、1995年にプロサッカーリーグのプリメーラ・ディビジオーが創設されている。しかし首都であるアンドラ・ラ・ベリャに本拠地を置くFCアンドラは、隣国であるスペインの2部リーグに所属している。ホームスタジアムはエスタディ・ナシオナル。
さらに2018年には、当時FCバルセロナの選手であったジェラール・ピケが自身の会社を通じて同クラブを買収し、ピケがクラブの社長に就任している。アンドラサッカー連盟（FAF）によって構成されるサッカーアンドラ代表は、これまでFIFAワールドカップおよびUEFA欧州選手権には未出場である。

### 自転車競技
山がちの地形を利用したマウンテンバイクのフィールドがある。ロードレースも行なわれ、カタルーニャ一周のコースに含まれることがある。2009年のツール・ド・フランスや2010年のブエルタ・ア・エスパーニャでコースの一部が通る。また、2009年にはアンドラを拠点とし、アンドラおよびカタルーニャ系の選手が中心となった「UCIコンチネンタルチーム・アンドラ・グランドバリラ」が活動していた。

### フィギュアスケート
アンドラ氷上競技連盟がフィギュアスケート、アイスホッケー、カーリングを所管しており、国際スケート連盟（ISU）にも加盟している。ISU主催の国際競技会には、欧州選手権、世界ジュニア選手権、ジュニアグランプリシリーズに選手が出場している。2005年にはカニーリョで、ISUジュニアグランプリシリーズのアンドラ大会が開催された。

### ラグビー
アンドラはラグビーの盛んなフランスのミディ＝ピレネー地域と、スペインのカタルーニャの中間にあることもあって、世界全体で見ればアンドラのラグビーは、その"人口と経済規模の割には"レベルは低くない。

### バスケットボール
アンドラではバスケットボールも盛んである。バスケットボール欧州選手権ではディビジョンCに属しており、1998年大会、2000年大会、2004年大会では1位となった。さらに欧州小国競技大会にも出場している。

### アイスホッケー
アンドラは国際アイスホッケー連盟（IIHF）に加盟している。なお、アイスホッケー世界選手権への出場経験はない。